# Дональд Сімпсон Белл
Другий лейтенант Дональд Сімпсон Белл, VC (3 грудня 1890 — 10 липня 1916) — англійський шкільний учитель і професійний футболіст. Під час Першої світової війни він був нагороджений Хрестом Вікторії (VC) за дії під час Битва на Соммі в середині 1916 року, ставши єдиним англійським професійним футболістом, нагородженим VC.

## Футбол
Белл народився 3 грудня 1890 року в сім'ї Сміта та Енні Белл, які проживали на Квінз-роуд, Гаррогейт. Він відвідував початкову школу церкви Святого Петра Англії та Гаррогейтську гімназію, перш ніж вступити до Вестмінстерського коледжу, Лондон, щоб навчатися на вчителя. Відомий спортсмен у коледжі, він грав як любитель за Крістал Пелас, а пізніше за Ньюкасл Юнайтед. Він повернувся до Гаррогейта і став шкільним учителем у Радній школі Старбека (нині початкова школа Старбека) та членом Національної спілки вчителів. Щоб доповнити свою зарплату, у 1912 році він підписав професійні форми з Бредфорд (Парк Авеню). Він зіграв 6 ігор за клуб як захисник або півзахисник між 1912 і 1914 роками.

## Перша світова війна
Коли спалахнула Перша світова війна, він став першим професійним футболістом, який вступив до Британської армії, приєднавшись до Західний Йоркширський полк у 1915 році. Він був підвищений до звання капрала, а потім зарахований до 9-го батальйону Грін Ховардс (Власний Йоркширський полк Олександри, принцеси Уельської), вирушивши до Франції в листопаді 1915 року. Перебуваючи у відпустці в червні 1916 року, він одружився з Родою Маргарет Бонсон, перш ніж повернутися на фронт. Після перебування в резерві на початку битви на Соммі, 9-му батальйону було наказано вийти на передову 5 липня.
Белл був нагороджений Хрестом Вікторії за свої дії 5 липня 1916 року в окопі Підкова, Сомма, Франція.
|  | За найвидатнішу хоробрість. Під час атаки ворожий кулемет відкрив дуже сильний фланговий вогонь по атакуючій роті. 2-й лейтенант Белл негайно і за власною ініціативою підповз до траншеї зв'язку, а потім, у супроводі капрала Колвілла та рядового Бейті, кинувся через відкрите місце під дуже сильним вогнем і атакував кулемет, застреливши стрільця з револьвера та знищивши кулемет і особовий склад бомбами. Цей дуже хоробрий вчинок врятував багато життів і забезпечив успіх атаки. Через п'ять днів цей дуже доблесний офіцер загинув, здійснивши дуже схожий акт хоробрості. |

Описуючи вчинок у листі до батьків, Белл заявив: «Я повинен зізнатися, що це була найбільша випадковість, і я нічого не зробив. Я кинув лише одну бомбу, але вона спрацювала». Белл був застрелений в голову снайпером 10 липня 1916 року під час нападу на кулеметний пост біля села Контальмезон. Він похований на Гордонський цвинтар, поблизу Альберта. Його Хрест Вікторії раніше виставлявся в музеї Грін Ховардс у Річмонд (Північний Йоркшир). 25 листопада 2010 року він був проданий з аукціону лондонськими спеціалістами з медалей, Spink. Він був придбаний за повідомленнями за 210 000 фунтів стерлінгів Асоціація професійних футболістів і виставлений у Національний музей футболу в Манчестері.

## Спадщина
9 липня 2000 року за ініціативою «Друзів музею Грін Ховардс» генерал Лорд Даннатт, тодішній полковник полку, відкрив меморіал, присвячений Беллу, на місці, де він загинув у Контальмезоні, тепер відомому як Редут Белла. Ця подія була висвітлена телебаченням, і з того часу там щороку проводиться невелика служба. У 2010 році було відзначено десяту річницю відкриття, а в 2016 році в Редуті Белла, з набагато покращеним меморіалом, планувалося провести поминальну службу в соту річницю героїзму Белла. У методистській церкві Веслі, Гаррогейт, де він був учителем недільної школи, є меморіальна дошка на його честь.

## Подальше читання
- Лік, Річард (2008). Особлива порода. Йоркшир, Англія: Great Northern Publishing. ISBN 978-1903710036. Біографія Белла та його друга капітана Арчі Вайта VC.
- Вільямсон, Джефф (2018). Втрачені футбольні герої Першої світової війни. JMD Media Ltd. ISBN 978-1780915777.

## Зовнішні посилання
- Дональд Сімпсон Белл VC
- Оголошення сім'ї: Дональд Сімпсон Белл VC